# Marino Morettini
Marino Morettini (2 de janeiro de 1931 — 10 de dezembro de 1990) foi um ciclista italiano que participava em provas de ciclismo de estrada e pista.
Antes de fazer o salto para o profissionalismo, Morettini participou nos Jogos Olímpicos de 1952 em Helsinque, onde foi o vencedor e recebeu a medalha de ouro na prova dos 4000 m perseguição por equipes, juntamente com Loris Campana, Mino De Rossi e Guido Messina. Nestes mesmo Jogos, conquistou a medalha de prata nos [[Ciclismo nos Jogos Olímpicos de Verão de 1952 - 1000 metros contrarrelógio masculino, atrás de Russell Mockridge. Foi um ciclista profissional de 1954 a 1963.